# 維格南卡 (柳巴爾區)
49°50′38″N 27°39′44″E / 49.84389°N 27.66222°E
維格南卡（烏克蘭語：Вигнанка）是位於烏克蘭北部日托米爾州裏日托米爾區的村莊，面積21.97平方公里，海拔高度247米，2001年人口693，人口密度每平方公里31.55人。